# Papilio epenetus
Espèce
Papilio epenetus est une espèce de lépidoptères (papillons) de la famille des Papilionidae. Cette espèce est endémique de l'Équateur.

## Systématique
L'espèce Papilio epenetus a été décrite en 1861 par le naturaliste William Chapman Hewitson.